# Daniel Filho
João Carlos Daniel Filho, mais conhecido como Daniel Filho (Rio de Janeiro, 30 de setembro de 1937), é um ator, diretor, cineasta, produtor, roteirista, dublador, apresentador e autor brasileiro.

## Biografia
Filho único do ator e cantor catalão Juan Daniel e da atriz argentina María Irma López (conhecida como Mary Daniel), é de família circense. Nasceu e cresceu no meio artístico e teve contato com grandes nomes do espetáculo brasileiro desde tenra idade. Como ator, chamou a atenção no início de sua carreira contracenando com Jece Valadão em dois dos mais conhecidos filmes brasileiros da década de 60: Os Cafajestes (1962) e Boca de Ouro (1963).
Trabalhou anos na Rede Globo como ator e diretor. Quando Boni foi para a Globo, Daniel Filho foi contratado como diretor de A Rainha Louca, de Gloria Magadan. Dirigia simultaneamente duas telenovelas, uma com o nome trocado, para não parecer que o elenco da Globo era fraco. Foi ele quem levou para a Globo Janete Clair. Daniel dirigiu simultaneamente Rosa Rebelde e A cabana do Pai Tomás. Fez Irmãos Coragem, dirigiu O primeiro baile, e inúmeras outras como: Pecado Capital, O Astro, Dancing Days. Foi ele também quem criou as séries brasileiras, como: Malu Mulher, Plantão de Polícia, Carga Pesada, Confissões de Adolescente, A Justiceira, Mulher. Todas séries de imenso sucesso, sem contar Grande Sertão: Veredas, que ele dirigiu ao lado de Walter Avancini. Daniel também é o criador de A Grande Família.
Entre seus projetos recentes de cinema merecem destaque os filmes A Partilha, Se Eu Fosse Você e Se Eu Fosse Você 2, maior bilheteria do chamado cinema de retomada e Chico Xavier. Para a televisão criou recentemente as séries As Cariocas e As Brasileiras.
Dirigiu principais músicos brasileiros como Elis Regina, Rita Lee, João Gilberto, Caetano Veloso…Recentemente dirigiu e produziu: “Boca de Ouro” (2019), uma clássica e consagrada história de Nelson Rodrigues, e “O Silêncio da Chuva” (2021), adaptação do livro de Luiz Alfredo Garcia-Roza, e produziu ainda o filme “Medida Provisória”, primeira direção de Lázaro Ramos.
Foi casado com Dorinha Duval, com quem tem uma filha, a também atriz Carla Daniel; com Betty Faria, com quem teve o filho João, e com Márcia Couto. Em 2009, casou-se com a cantora Olivia Byington, com quem vive e trabalha atualmente. Recebeu o prêmio homenagem no Grande Prêmio do Cinema Brasileiro 2016.

## Carreira

### Cinema
Como ator
| Ano  | Título                                                          | Personagem            |
| ---- | --------------------------------------------------------------- | --------------------- |
| 1956 | Colégio de Brotos                                               | —                     |
| 1956 | Fuzileiro do Amor                                               | Recruta               |
| 1957 | Maluco por Mulher                                               | —                     |
| 1957 | Tem Boi na Linha                                                | —                     |
| 1961 | Mulheres e Milhões                                              | Corretor              |
| 1961 | Esse Rio que Eu Amo                                             | Almirante             |
| 1961 | Eu sou o Tal                                                    | —                     |
| 1962 | Os Cafajestes                                                   | Vavá                  |
| 1963 | Boca de Ouro                                                    | Leleco                |
| 1968 | Juventude e Ternura                                             | —                     |
| 1969 | A Cama ao Alcance de Todos                                      | Amigo                 |
| 1970 | Os Herdeiros                                                    | Americano             |
| 1970 | O Impossível Acontece                                           | —                     |
| 1971 | As Quatro Chaves Mágicas                                        | Paulo                 |
| 1972 | Roleta Russa                                                    | Raul                  |
| 1975 | Ana, a Libertina                                                | Raul                  |
| 1975 | O Casal                                                         | Professor do descarte |
| 1977 | Vida Vida                                                       | Almeida               |
| 1978 | Chuvas de Verão                                                 | Geraldinho            |
| 1981 | O Beijo no Asfalto                                              | Amado Pinheiro        |
| 1983 | Bar Esperança                                                   | Arnaldo               |
| 1984 | Quilombo                                                        | Fernão Carrilho       |
| 1985 | Espelho de Carne                                                | Jairo Almeida         |
| 1987 | Tanga (Deu no New York Times?)                                  | Jornalista francês    |
| 1987 | Um Trem para as Estrelas                                        | Brito                 |
| 1988 | Romance da Empregada                                            | João                  |
| 1991 | O Corpo                                                         | Homem no avião        |
| 1996 | Tieta do Agreste                                                | Corretor              |
| 2004 | Querido Estranho                                                | Alberto               |
| 2006 | Se Eu Fosse Você                                                | Homem no banheiro     |
| 2009 | Tempos de Paz                                                   | Doutor Penna          |
| 2011 | Assalto ao Banco Central                                        | Advogado              |
| 2013 | Eu Não Faço a Menor Ideia do Que Eu Tô Fazendo Com a Minha Vida | Vô                    |
| 2014 | Muita Calma Nessa Hora 2                                        | Pai de Tita           |
| 2015 | Até que a Sorte nos Separe 3                                    | Elias Barelli         |
| 2015 | O Amuleto                                                       | Hermínio              |
| 2020 | Boca de Ouro                                                    | Secretário da redação |
| 2020 | Tudo Bem No Natal Que Vem                                       | Seu Pedro             |
| 2024 | A Fúria                                                         | Feijó                 |
| 2025 | Viva a Vida                                                     | Seu Ulisses           |

Como diretor
| Ano  | Título                              |
| ---- | ----------------------------------- |
| 1969 | A Cama ao Alcance de Todos          |
| 1969 | O Impossível Acontece               |
| 1969 | Pobre Príncipe Encantado            |
| 1975 | O Casal                             |
| 1983 | O Cangaceiro Trapalhão              |
| 2001 | A Partilha                          |
| 2004 | A Dona da História                  |
| 2006 | Muito Gelo e Dois Dedos d'Água      |
| 2006 | Se Eu Fosse Você                    |
| 2007 | Primo Basílio                       |
| 2008 | Se Eu Fosse Você 2                  |
| 2009 | Tempos de Paz                       |
| 2010 | Chico Xavier                        |
| 2014 | Confissões de Adolescente - O Filme |
| 2014 | Sorria, Você Está Sendo Filmado     |
| 2019 | Boca de Ouro                        |
| 2020 | O Silêncio da Chuva                 |

Como supervisor artístico
| Ano  | Título                                  |
| 1998 | Simão, o Fantasma Trapalhão             |
| 1998 | Zoando na TV                            |
| 1999 | Orfeu                                   |
| 1999 | O Trapalhão e a Luz Azul                |
| 2000 | O auto da compadecida                   |
| 2001 | Caramuru, a invenção do Brasil          |
| 2002 | Cidade de Deus                          |
| 2002 | Querido Estranho                        |
| 2003 | O Caminho das Nuvens                    |
| 2003 | Carandiru                               |
| 2004 | Sexo, Amor e Traição                    |
| 2004 | Cazuza - O Tempo Não Pára               |
| 2004 | Redentor                                |
| 2005 | Tainá 2 – A aventura continua           |
| 2005 | Casa de Areia                           |
| 2005 | 2 Filhos de Francisco                   |
| 2005 | Vinicius                                |
| 2006 | Irma Vap – O retorno                    |
| 2006 | Anjos do Sol                            |
| 2006 | Zuzu Angel                              |
| 2006 | O Maior Amor do Mundo                   |
| 2006 | O Ano em que Meus Pais Saíram de Férias |
| 2006 | O Cavaleiro Didi e a Princesa Lili      |
| 2007 | A Casa da Mãe Joana                     |
| 2007 | JK – Bela Noite para Voar               |
| 2007 | Porralokinhas                           |
| 2007 | Inesquecível                            |
| 2007 | Chega de Saudade                        |
| 2007 | Não por Acaso                           |
| 2007 | Caixa Dois                              |
| 2007 | Surf Adventures                         |
| 2007 | Era Uma Vez                             |
| 2007 | Sem Controle                            |
| 2007 | O Signo da Cidade                       |
| 2007 | Cartola - Música para os Olhos          |
| 2008 | A Guerra dos Rocha                      |
| 2008 | Última Parada 174                       |
| 2009 | Besouro                                 |
| 2009 | O Homem Que Engarrafava Nuvens          |
| 2009 | A Mulher Invisível                      |
| 2010 | Bróder                                  |
| 2013 | Faroeste Caboclo                        |
| 2016 | O Escaravelho do Diabo                  |
| 2019 | Veneza                                  |

Como produtor
| Ano  | Título                          |
| ---- | ------------------------------- |
| 2001 | A Partilha                      |
| 2004 | Cazuza - O Tempo Não Pára       |
| 2004 | A Dona da História              |
| 2006 | Se Eu Fosse Você                |
| 2006 | Muito Gelo e Dois Dedos D'água  |
| 2007 | Primo Basílio                   |
| 2009 | Se Eu Fosse Você 2              |
| 2009 | Tempos de Paz                   |
| 2010 | Chico Xavier - O Filme          |
| 2013 | Confissões de Adolescente       |
| 2014 | Sorria, Você está Sendo Filmado |
| 2016 | É Fada                          |
| 2019 | Sai de Baixo - O Filme          |
| 2019 | Boca de Ouro                    |
| 2021 | O Silêncio da Chuva             |
| 2020 | Medida Provisória               |

Como dublador
| Ano  | Título | Papel      |
| ---- | ------ | ---------- |
| 2006 | Carros | Doc Hudson |

### Televisão
Como ator
| Ano     | Título                   | Papel                   | Nota                                 | Emissora                  |
| ------- | ------------------------ | ----------------------- | ------------------------------------ | ------------------------- |
| 1955–56 | Sítio do Picapau Amarelo | Dr. Caramujo            |                                      | TV Tupi do Rio de Janeiro |
| 1965–66 | A Grande Viagem          | Dr. Renato              |                                      | TV Excelsior              |
| 1967    | A Rainha Louca           |                         |                                      | Rede Globo                |
| 1973    | O Bem Amado              | Hóspede no Grande Hotel | Participação Especial                | Rede Globo                |
| 1973    | O Semideus               | —                       |                                      | Rede Globo                |
| 1975–76 | Pecado Capital           | —                       |                                      | Rede Globo                |
| 1977    | Espelho Mágico           | João Gabriel            |                                      | Rede Globo                |
| 1978    | Dancin' Days             | ele mesmo               | Episódio: "18 de agosto"             | Rede Globo                |
| 1981    | Baila Comigo             | ele mesmo               |                                      | Rede Globo                |
| 1982    | Sítio do Picapau Amarelo | Tom Mix                 | Episódio "Aí Vem Tom Mix"            | Rede Globo                |
| 1983    | Parabéns pra Você        | Mendonça                |                                      | Rede Globo                |
| 1986    | Cambalacho               | Agente da Interpol      | Episódio: "4 de outubro"             | Rede Globo                |
| 1987    | Armação Ilimitada        |                         | Episódio: O pai do Bacana            | Rede Globo                |
| 1988–89 | Vale Tudo                | Rubinho                 |                                      | Rede Globo                |
| 1989    | Que Rei Sou Eu?          | Bergeron                |                                      | Rede Globo                |
| 1989    | O Sexo dos Anjos         | Teófilo Muniz           | Participação Especial                | Rede Globo                |
| 1990    | Rainha da Sucata         | Renato Maia             |                                      | Rede Globo                |
| 1997    | A Justiceira             | Salomão                 |                                      | Rede Globo                |
| 2006    | Páginas da Vida          | ele mesmo               |                                      | Rede Globo                |
| 2011    | O Astro                  | Salomão Hayalla         | Episódios: "12 de julho–5 de agosto" | Rede Globo                |
| 2012    | As Brasileiras           | Justos Barreto          | Episódio: "A Viúva do Maranhão"      | Rede Globo                |
| 2014    | A Grande Família         | ele mesmo               | Episódio: "Um"                       | Rede Globo                |
| 2024    | Tributo                  | Ele mesmo               | Episódio: "Boni"                     | Rede Globo                |

Como diretor
| Ano     | Título                    |
| ------- | ------------------------- |
| 1967    | A Rainha Louca            |
| 1967–68 | Sangue e Areia            |
| 1967–68 | Demian, o Justiceiro      |
| 1968–69 | A Gata de Vison           |
| 1969    | Rosa Rebelde              |
| 1969    | Acorrentados              |
| 1969–70 | A Cabana do Pai Tomás     |
| 1969–70 | Véu de Noiva              |
| 1970–71 | Irmãos Coragem            |
| 1971–72 | O Homem que Deve Morrer   |
| 1972–73 | Selva de Pedra            |
| 1975–76 | Pecado Capital            |
| 1976    | O Casarão                 |
| 1976–77 | Duas Vidas                |
| 1977    | Espelho Mágico            |
| 1977–78 | O Astro                   |
| 1978–79 | Dancin' Days              |
| 1979–80 | Malu Mulher               |
| 1979–81 | Plantão de Polícia        |
| 1981–82 | Brilhante                 |
| 1982    | Quem Ama Não Mata         |
| 1988    | O primo Basílio           |
| 1994    | Confissões de Adolescente |
| 1996    | A Vida Como Ela É...      |
| 1997    | A Justiceira              |
| 1998–99 | Mulher                    |
| 1999    | Suave Veneno              |
| 2010    | As Cariocas               |
| 2012    | As Brasileiras            |

Como produtor
| Ano     | Título                    |
| ------- | ------------------------- |
| 1969    | Acorrentados              |
| 1988    | O Primo Basílio           |
| 1994    | Confissões de Adolescente |
| 1996    | A Vida Como Ela É...      |
| 1996–97 | Sai de Baixo              |
| 1998–99 | Mulher                    |
| 1999    | O Auto da Compadecida     |
| 2000    | A Muralha                 |
| 2000    | A Invenção do Brasil      |
| 2010    | As Cariocas               |
| 2012    | As Brasileiras            |

Como supervisor de direção
| Ano     | Título              |
| ------- | ------------------- |
| 1971–72 | Minha Doce Namorada |
| 1972–73 | A Patota            |
| 1973–74 | Carinhoso           |
| 1974    | O Espigão           |
| 1974–75 | O Rebu              |
| 1974–75 | Corrida do Ouro     |
| 1975    | Escalada            |

Como autor
| Ano     | Título                    |
| ------- | ------------------------- |
| 1979–80 | Malu Mulher               |
| 1979–81 | Plantão de Polícia        |
| 1994    | Confissões de Adolescente |
| 1997    | A Justiceira              |
| 1998–99 | Mulher                    |

-  Gato de Ouro (1966/67/69/70)
-  Helena Silveira (1969/70)
-  Roquete Pinto (1970)
-  Antena de Ouro (1980)
-  Chacrinha (1969/70/72)
-  Manchetinha (1970)
-  Santos Dumont (1970)
-  Estácio de Sá (1978)
-  Associação Paulista de Críticos de Arte (1978/79/80/88/96/97/2005)
-  Personalidade Musical (Revista Playboy) (1980)
-  Brasileiro do Ano na Cultura (Revista ISTO É) (2010)
-  Prêmio FAZ A DIFERENÇA - Cultura (O Globo) (2010)
-  Grande Prêmio do Cinema Brasileiro 2016: Troféu Honorário (Conjunto da Obra)
-  Festival de Gramado 2015: Troféu Cidade de Gramado (Conjunto da Obra)
Como Ator- Revelação  TV (1958)
-  Melhor ator TV (1959)
-  Ator-coadjuvante (filme Os Cafajestes) Prêmio Governador do Estado (1962)
-  Melhor ator (filme O Romance da Empregada) Prêmio Lumière/Air France (1989)
-  Gato de Ouro (1966/67/69/70)
-  Helena Silveira (1969/70)
-  Roquete Pinto (1970)
-  Antena de Ouro (1980)
-  Chacrinha (1969/70/72)
-  Manchetinha (1970)
-  Santos Dumont (1970)
-  Estácio de Sá (1978)
-  Associação Paulista de Críticos de Arte (1978/79/80/88/96/97/2005)
-  Personalidade Musical (Revista Playboy) (1980)
-  Brasileiro do Ano na Cultura (Revista ISTO É) (2010)
-  Prêmio FAZ A DIFERENÇA - Cultura (O Globo) (2010)
-  Grande Prêmio do Cinema Brasileiro 2016: Troféu Honorário (Conjunto da Obra)
-  Festival de Gramado 2015: Troféu Cidade de Gramado (Conjunto da Obra)
Como Ator- Revelação  TV (1958)
-  Melhor ator TV (1959)
-  Ator-coadjuvante (filme Os Cafajestes) Prêmio Governador do Estado (1962)
-  Melhor ator (filme O Romance da Empregada) Prêmio Lumière/Air France (1989)
-  Gato de Ouro (1966/67/69/70)
-  Helena Silveira (1969/70)
-  Roquete Pinto (1970)
-  Antena de Ouro (1980)
-  Chacrinha (1969/70/72)
-  Manchetinha (1970)
-  Santos Dumont (1970)
-  Estácio de Sá (1978)
-  Associação Paulista de Críticos de Arte (1978/79/80/88/96/97/2005)
-  Personalidade Musical (Revista Playboy) (1980)
-  Brasileiro do Ano na Cultura (Revista ISTO É) (2010)
-  Prêmio FAZ A DIFERENÇA - Cultura (O Globo) (2010)
-  Grande Prêmio do Cinema Brasileiro 2016: Troféu Honorário (Conjunto da Obra)
-  Festival de Gramado 2015: Troféu Cidade de Gramado (Conjunto da Obra)
Como Ator- Revelação  TV (1958)
-  Melhor ator TV (1959)
-  Ator-coadjuvante (filme Os Cafajestes) Prêmio Governador do Estado (1962)
-  Melhor ator (filme O Romance da Empregada) Prêmio Lumière/Air France (1989)
-  Gato de Ouro (1966/67/69/70)
-  Helena Silveira (1969/70)
-  Roquete Pinto (1970)
-  Antena de Ouro (1980)
-  Chacrinha (1969/70/72)
-  Manchetinha (1970)
-  Santos Dumont (1970)
-  Estácio de Sá (1978)
-  Associação Paulista de Críticos de Arte (1978/79/80/88/96/97/2005)
-  Personalidade Musical (Revista Playboy) (1980)
-  Brasileiro do Ano na Cultura (Revista ISTO É) (2010)
-  Prêmio FAZ A DIFERENÇA - Cultura (O Globo) (2010)
-  Grande Prêmio do Cinema Brasileiro 2016: Troféu Honorário (Conjunto da Obra)
-  Festival de Gramado 2015: Troféu Cidade de Gramado (Conjunto da Obra)
Como Ator- Revelação  TV (1958)
-  Melhor ator TV (1959)
-  Ator-coadjuvante (filme Os Cafajestes) Prêmio Governador do Estado (1962)
-  Melhor ator (filme O Romance da Empregada) Prêmio Lumière/Air France (1989)

-  Gato de Ouro (1966/67/69/70)

-  Helena Silveira (1969/70)

-  Roquete Pinto (1970)

-  Antena de Ouro (1980)

-  Chacrinha (1969/70/72)

-  Manchetinha (1970)

-  Santos Dumont (1970)

-  Estácio de Sá (1978)

-  Associação Paulista de Críticos de Arte (1978/79/80/88/96/97/2005)

-  Personalidade Musical (Revista Playboy) (1980)

-  Brasileiro do Ano na Cultura (Revista ISTO É) (2010)

-  Prêmio FAZ A DIFERENÇA - Cultura (O Globo) (2010)

-  Grande Prêmio do Cinema Brasileiro 2016: Troféu Honorário (Conjunto da Obra)

-  Festival de Gramado 2015: Troféu Cidade de Gramado (Conjunto da Obra)

Como Ator- Revelação  TV (1958)

-  Melhor ator TV (1959)

-  Ator-coadjuvante (filme Os Cafajestes) Prêmio Governador do Estado (1962)

-  Melhor ator (filme O Romance da Empregada) Prêmio Lumière/Air France (1989)

| PRÊMIOS | |
|         | Como Diretor e/ou Produtor: |
|         | |
|         | Outros Prêmios: |
|         | - Prêmio Ondas (1979/86/97), Barcelona, Espanha - Melhor Seriado: Malu Mulher / Armação Ilimitada / A vida como Ela é... - Iris Award (1979), São Francisco, EUA - Natpe, National Association of Television Program Executives: Malu Mulher - Prix Italia (1980) – Milão, Itália - Hors-Concours: Malu Mulher - First New York World Television Festival (1980), Nova York, EUA – Hors-Concours: Malu Mulher. - V Festival Internacional de Cinema para a Infância e Juventude (1984) - Tomar, Portugal – O Cangaceiro Trapalhão. - Emmy International (1995), Nomeação: Children and Young People, First Kiss – Confissões de adolescente - IV Festival Internacional de Cinema para Crianças e Jovens (1985) – Uruguai, Melhor Programa de TV: Confissões de adolescente - IV Festival Internacional de Cinema para Crianças e Jovens (1995) – Uruguai, Premio Unicef: Confissões de Adolescente - Prix Jeunesse International (1996) - Best in Category 12-17 Fiction: Confissões de Adolescente. - Banff Television ’98 (1998) - Best Serie, Banff Rockie: A Vida como Ela é... - 6th Film Festival of Miami (2002) - Award Best Picture Award (Public Choice) / Award of Best Screenplay – A Partilha - Prêmio Guarani de Cinema Brasileiro (2004) - Prêmio de Melhor Filme (Júri Popular): A Dona da História - 9th Film Festival of Miami (2005) - Award Best Feature Film: Cazuza - O Tempo não Pára - 9th Film Festival of Miami (2005) - Award Best Movie Public Prize – A Dona da História - 2ª Mostra de Cinema Brasileiro em Lisboa (2007) – um dia dedicado à parte da obra cinematográfica de Daniel Filho (filmes: A Partilha, Se Eu Fosse Você e Primo Basílio) - 7th Mostra ACIE de Cinema (2010) - Prêmio de Melhor Ator: Dan Stulbach, por Tempos de Paz - 9º Grande Prêmio de Cinema Brasileiro (2010) - Prêmio de Melhor Figurino: Marília Carneiro; Prêmio de Melhor Roteiro Adaptado: Bosco Brasil, por Tempos de Paz - 5º Prêmio Contigo de Cinema Brasileiro (2010) – Prêmio de Melhor Ator (Júri Popular): Dan Stulbach, por Tempos de Paz - 1º Cine Fest Brazil em Montevideo (2010) – Prêmio de Melhor Longa-Metragem / Troféu Lente de Cristal: Tempos de Paz - 5° Prêmio Contigo de Cinema Nacional – Prêmio de Melhor Filme (Júri Popular): Chico Xavier; Melhor Ator: Nelson Xavier; Melhor Ator Coadjuvante: Tony Ramos, por Chico Xavier - 10º Grande Prêmio de Cinema Brasileiro (2011) – Prêmio de Melhor atriz coadjuvante: Cássia Kiss; Melhor maquiagem: Rose Verçosa; Melhor roteiro adaptado: Marcos Bernstein, por Chico Xavier - 52º Festival de Brasília do Cinema Brasileiro (2019) – Hors-Concours: Boca de Ouro - 8º Cine Fest Brazil em Montevideo (2019) – Prêmio de Melhor Atriz: Lorena Comparato, por Boca de Ouro - 23º Brazilian Film Festival of Miami (2019) – Prêmio de Melhor Atriz: Lorena Comparato, por Boca de Ouro - 12º Los Angeles Brazilian Film Festival (2019) – Prêmio de Melhor Trilha Sonora: Berna Ceppa, por Boca de Ouro - 34º FESTIVAL DEL CINEMA LATINO AMERICANO DI TRIESTE (2019) – Melhor Direção: Daniel Filho, por Boca de Ouro - BRICS Film Festival (2020) – Prêmio de Melhor Atriz: Thalita Carauta, por O Silêncio da Chuva - Indie Memphis Film Festival (2020) – Prêmio de Melhor Roteiro: Lázaro Ramos, Elísio Lopes Jr, Lusa Silvestre e Aldri Anunciação, por Medida Provisória - 20º Grande Prêmio do Cinema Brasileiro (2021) – Prêmio de Melhor ator: Marcos Palmeira; Prêmio de Melhor Figurino: Kika Lopes, por Boca de Ouro |